# Boca da Mata
Boca da Mata est une municipalité brésilienne dans l'État de l'Alagoas.